# Lawrence Shields (Leichtathlet)

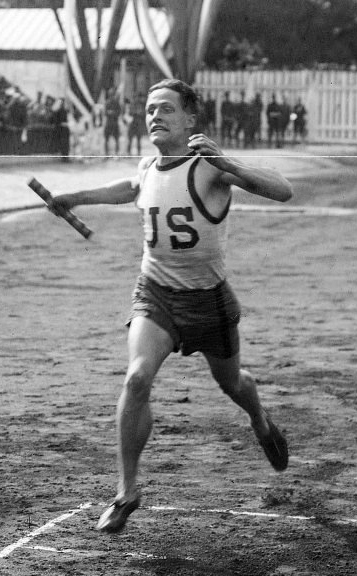
Lawrence Shields 1919

Lawrence Shields (Marion Lawrence „Larry“ Shields; * 5. März 1895 in West Chester, Pennsylvania; † 19. Februar 1976 in Rochester, Minnesota) war ein US-amerikanischer Mittelstreckenläufer, der in den Jahren um 1920 erfolgreich war. 

## Karriere
Er war 1,70 m groß, 66 kg schwer und startete für den Meadowbrook Club.
Nach Beendigung seiner aktiven Laufbahn wurde er Dozent an der Phillips Academy in Andover (Massachusetts).

### Leistungen
Shields gewann als Student an der Pennsylvania State University drei Hochschulmeisterschaften über 1 Meile:
- 1920
  - 4:22,4 min (IC4A)
  - 4:20,4 min (NCAA)
- 1922 4:18,4 min (IC4A)

Hinzu kommen zwei dritte Plätze bei den Landesmeisterschaften 1920 und 1921. 
Er konnte sich sechsmal unter den Top Ten der Weltrangliste platzieren:
- 1916: 1 Meile, Platz 9 (4:23,6 min)
- 1919: 1500 m, Platz 6 (4:06,8 min)
- 1920:
  - 1 Meile, Platz 3 (4:19,2 min)
  - 1500 m, Platz 7 (4:03,0 min)
- 1922:
  - 800 m, Platz 10 (1:55,5 min)
  - 1 Meile, Platz 3 (4:18,4 min)

Bei den Olympischen Spielen 1920 in Antwerpen startete er über 1500 m sowie im Mannschaftslauf über 3000 m. Über 1500 m qualifizierte er sich als Vorlaufdritter in geschätzten 4:07,4 min (gestoppt wurde nur die Zeit des Siegers) für das Finale, in dem er die Bronzemedaille hinter den beiden Briten Albert Hill (4:01,8 min) und dem drei Meter zurückliegende Philip Noel-Baker (geschätzte 4:02,3 min) gewann. Die Zeit von Shields, der einen weiteren Meter Rückstand hatte, wurde auf 4:03,0 min geschätzt. 
Im Mannschaftslauf über 3000 m wurde das US-amerikanische Team, zu dem außer Shields noch Horace Brown, Michael Devaney, Ivan Dresser und Arlie Schardt gehörten, im Vorlauf zwar nur Zweiter, gewann das Finale jedoch überlegen. Shields als Achtplatzierter und viertbester Amerikaner blieb ohne Medaille, da nur die drei besten Läufer pro Team in die Wertung eingingen. 
Als persönliche Bestzeiten werden für ihn angegeben:
- 800 m: 1:55,5 min, 27. Mai 1922, Cambridge
- 1500 m: 4:03,0 min, 19. August 1920, Antwerpen
- 1 Meile: 4:18,4 min, 27. Mai 1922, Cambridge